# فرنسيس بريت
فرنسيس بريت هي مترجمة كندية، ولدت في 1977 في أموس في كندا.

## وصلات خارجية
- فرنسيس بريت على موقع IMDb (الإنجليزية)